# Льюис, Гвилим Питер
Гвилим Питер Льюис (англ. Gwilym Peter Lewis или англ. Gwilym Lewis, 1952) — британский ботаник, эксперт по растениям семейства Бобовые. 

## Биография
Гвилим Питер Льюис родился в 1952 году.
В 1973 году Льюис получил степень бакалавра (с отличием) в Лондонском университете. В 1994 году Гвилим Питер получил степень доктора философии в Сент-Эндрюсском университете. В 1998—2000 годах Льюис был консультантом в Министерстве международного развития Великобритании. Он описал более 200 видов растений.

## Научная деятельность
Гвилим Питер Льюис специализируется на семенных растениях. Его исследования сосредоточены на систематике неотропических (в основном южноамериканских) растений семейства Бобовые, в основном растений подсемейств Цезальпиниевые и Мимозовые.

## Избранные публикации
- Lewis, G.P. (1998). Caesalpinia, A revision of the Poincianella-Erythrostemon Group. Kew: Royal Botanic Gardens, Kew. 233 pp.
- Hughes, C.E., Lewis, G.P., Yomona, A.D. & Reynal, C. (2004). Maraniona. A new Dalbergioid legume genus (Leguminosae, Papilionoideae) from Peru. Systematic Botany 29(2): 366–374.
- Lewis, G., Schrire, B., Mackinder, B. & Lock, M. (eds) (2005). Legumes of the World. Kew: Royal Botanic Gardens, Kew. xiv, 577 pp.
- Pennington, R.T., Lewis, G.P. & Ratter, J.A. (eds.) (2006). Neotropical savannas and dry forests: plant diversity, biogeography and conservation. The Systematics Association Special Volume Series 69. CRC Press, Taylor & Francis Group, Florida, 484 pp.
- Bruneau, A., Mecure, M., Lewis, G.P. & Herendeen, P S. (2008). Phylogenetic patterns and diversifications in the caesalpinioid legumes. Canadian Journal of Botany 86: 697–718.
- Bruneau, A., Mecure, M., Lewis, G.P. & Herendeen, P.S. (2008). Phylogenetic patterns and diversifications in the caesalpinioid legumes. Canadian Journal of Botany 86: 697–718.
- Gasson, P., Warner, K. & Lewis, G. (2009). Wood anatomy of Caesalpinia s.s., Coulteria, Erythrostemon, Guilandina, Libidibia, Mezoneuron, Poincianella, Pomaria and Tara (Leguminosae, Caesalpinioideae, Caesalpinieae). IAWA Journal 30(3): 247–276.
- Sinou, C., Forest, F., Lewis, G. & Bruneau, A. (2009). The genus Bauhinia s. l. (Leguminosae): a phylogeny based on the plastid trnL-trnF region. Botany 87: 947–960.
- Queiroz, L.P. de, Lewis, G.P. & Wojciechowski, M.F. (2010). Tabaroa, a new genus of Leguminosae tribe Brongniartieae from Brazil. Kew Bulletin 65: 189–203.
- Pennington, R.T., Lavin, M., Särkinen, T., Lewis, G.P., Klitgaard, B.B. & Hughes, C.E. (2010). Contrasting plant diversification histories within the Andean biodiversity hotspot. PNAS 107 (31): 13783–13787.